# Mediomastus californiensis
Mediomastus californiensis är en ringmaskart som beskrevs av Hartman 1944. Mediomastus californiensis ingår i släktet Mediomastus och familjen Capitellidae. Inga underarter finns listade i Catalogue of Life.